# Warten ist der Tod
Warten ist der Tod ist ein deutscher Fernsehfilm-Mehrteiler des ZDF und Arte von Hartmut Schoen aus dem Jahr 1999.

## Handlung
Drei Freunde, die seit vier Jahren als Luftwaffen-Piloten ausgeschieden sind, wollen eine Flugschau ihrer Einnahmen berauben. Dazu beziehen sie die Unterstützung eines fachkundigen Ganoven. Zwar erreichen die drei Freunde ihr Ziel, doch der weitere Ablauf verläuft nicht mit ihren Erwartungen.

## Produktionsnotizen
Der Film hatte am 6. November 1999 in Deutschland seine Premiere im deutschen Fernsehen.

## Kritiken
„Bemerkswert [sic] fotografierter und ausgezeichnet gespielter Thriller, der einmal mehr um die Themen Freundschaft, Verrat und Liebe kreist.“

„Fein gedrehter Nervenkitzel auf Kino-Niveau / Fesselnd wie "Rififi" fast ein TV-Klassiker“

„Bundesfilm- und Grimme-Preisträger Hartmut Schoen ("Gustav Mesmer - Der Flieger", "Phantom-Fieber"), auch Regisseur zahlreicher Tatort-Episoden drehte hier einen sehenswerten Genre-Mix: Neben rasanten Actionsequenzen entwickelt sich ein Psychothriller, der fast in einem Horrorszenario endet. Doch trotz der packenden und einfallsreichen Handlung gehen die sehr ambivalent und differenziert gezeichneten Charaktere nicht unter. Sie bereichern die Handlung durch ihre persönliche Entwicklung und enthüllen erst ganz zum Schluß ihr wahres Ich. Unterstützt wird dieser Eindruck durch die hervorragende Leistung der Schauspieler, besonders Barbara Auer, Ulrich Tukur und Jörg Schüttauf.“

## Auszeichnungen
- Deutscher Fernsehpreis 2000 (u. a. für die Filmdarsteller: Jörg Schüttauf (ausgezeichnet in der Kategorie Bester Schauspieler Hauptrolle Fernsehfilm/Mehrteiler), Henry Hübchen und Ulrich Tukur)